# Tenis en Colombia
El tenis en Colombia tradicionalmente ha sido considerado como un deporte de carácter "elitista", lo que ha impedido su popularización, arraigo y práctica en los distintos segmentos de la población.
Sin embargo desde finales del siglo XX ha crecido la afición en el país, gracias a la presencia de tenistas en el Circuito Internacional como Santiago Giraldo, Alejandro Falla, Alejandro González, Fabiola Zuluaga, Catalina Castaño y Mariana Duque en individuales, así como Iván Molina, Juan Sebastián Cabal y Robert Farah en dobles. Estos deportistas han alcanzado a  estar situados entre los 100 primeros puestos de la ATP en sus distintas modalidades.
Iván Molina ganó el Torneo de Roland Garros 1974 junto a la checoslovaca Martina Navratilova.
Juan Sebastián Cabal y Robert Farah ganaron el Campeonato de Wimbledon 2019, el Abierto de Estados Unidos 2019 y el Masters de Roma 2018 y 2019, en tanto que fueron finalistas del Abierto de Australia 2018, el Masters de Miami 2014 y el Masters de Cincinnati 2018 y 2019.
Cabal también fue finalista del Torneo de Roland Garros 2011 junto al argentino Eduardo Schwank, y finalista del Abierto de Australia junto a la australiana Abigail Spears. En tanto, Farah fue finalista del Campeonato de Wimbledon 2016 y el Torneo de Roland Garros 2017 junto a la alemana Anna-Lena Grönefeld.

## Clasificación histórica
Lista con tenistas colombianos que han estado entre los 180 primeros lugares de la Clasificación de la ATP.